# 65e corps d'armée
Le 65e corps d'armée (en allemand : LXV. Armeekorps z.b.V.) était un corps d'armée de l'armée de terre allemande : la Heer au sein de la Wehrmacht pendant la Seconde Guerre mondiale.

## Hiérarchie des unités
| Nom          | Nbre d'hommes       | Unités subalternes                | Grade de commandement                 |
| ------------ | ------------------- | --------------------------------- | ------------------------------------- |
| Heeresgruppe | + 300 000           | 2 à + Armeen (Armées)             | Generaloberst ou Generalfeldmarschall |
| Armee        | + 100 000 - 300 000 | 2 à + Armeekorps (Corps d'armées) | General ou Generaloberst              |
| Armeekorps   | + 30 000 - 80 000   | 2 à + Divisionen (Division)       | Generalleutnant ou General            |
| Division     | + 10 000 – 20 000   | 2 à 6 Brigaden (Brigade)          | Generalmajor ou Generalleutnant       |
| Brigade      | + 3 000 – 5 000     | jusqu'à 3 Regimentern (Régiment)  | Oberst ou Generalmajor                |

## Historique
Le 65e corps d'armée allemand est formé au cours des derniers jours de novembre 1943 en France. Par une ordonnance rendue par l'OB West (Oberkommando Heeresgruppe D) - Ia Nr. 715/43 g.Kdos.Ch. -, à partir du 1er décembre 1943, la tâche principale du Korps est d'évaluer la situation factuelle à effectuer des missions de lancement de roquettes et surtout de choisir les cibles pour les opérations planifiées pour toutes les nouvelles gammes d'armes (76, A4/V2, Fernkampf-Artillerie), cela en étroite coopération avec la Luftflotte 3.
Au cours de l'année 1944, le personnel était occupé avec des calculs et des considérations organisationnelles comme combien d'armes de cette gamme pourraient être tirées à l'intérieur du temps imparti. Le commandant du Corps, le General der Artillerie Erich Heinemann, un officier d'artillerie ayant servi pendant la Première Guerre mondiale et commandant de l'Artillerie-Schießschule Jüterbog dans les années 1930, fut l'un des experts en la matière.
Lorsque la planification a atteint le stade de devenir une réalité au cours de l'été et l'automne 1944 - les premiers A4/V2 commençant à être dirigés sur Paris et sur Londres le 7 septembre 44 - le personnel du Korps tiennent formellement le  contrôle sur les missions, mais en fait, ce n'était seulement qu'un siège administratif et de plus en plus ont perdu le commandement. Le Korps est divisé entre l'état-major de la Luftwaffe et l'état-major de la Heer le 12 septembre 1944. Bien que le personnel de la Luftwaffe supervisait les missions des V1, le personnel de la Heer est engagé dans l'exploration des bases de tir et des investigations techniques sur le terrain pour la première phase de lancement des V2. Le 24 octobre 1944, ces deux états-majors fusionnent de nouveau et pour un court laps de temps, est rebaptisé XXX. Armeekorps z.b.V.. 
Finalement, le Korps est  retiré de l'organisation et du contrôle des missions de roquettes et il est dissous le 15 novembre 1944. Le Général Heinemann est posté dans la Führerreserve et une partie de l'état-major est utilisé pour servir avec le nouvel état-major de la 5. Flak-Division (W). 

Le contrôle des missions des V2 est pris en charge par la Waffen-SS et de la Division z.V..

## Organisations

### Commandants successifs
| Date                               | Grade                  | Commandant      |
| ---------------------------------- | ---------------------- | --------------- |
| 28 novembre 1943 - 20 octobre 1944 | General der Artillerie | Erich Heinemann |

### Chef des Generalstabes
| Date                               | Grade       | Commandant   |
| ---------------------------------- | ----------- | ------------ |
| 20 décembre 1943 - 20 octobre 1944 | Oberst i.G. | Eugen Walter |

### 1. Generalstabsoffizier (Ia)
| Date                              | Grade               | Commandant        |
| --------------------------------- | ------------------- | ----------------- |
| 5 décembre 1943 - 24 octobre 1944 | Oberstleutnant i.G. | Heinrich Niemeyer |

## Théâtres d'opérations
- France et Front de l'Ouest : Novembre 1943 - Novembre 1944

### Rattachement d'Armées
| Date      | Armée   | Groupe d'Armées |
| --------- | ------- | --------------- |
| 1944      |         |                 |
| Février   | z. Vfg. | Heeresgruppe B  |
| Mai       | z. Vfg. | Heeresgruppe D  |
| Septembre | BdE     |                 |

### Unités subordonnées

#### Unités organiques
- Korps-Nachrichten-Abteilung 465

## notes
1. ↑  L'abréviation z.b.V. provient de l'allemand et constituait les initiales de zur besonderen Verwendung signifiant pour déploiement spécial

## Sources
- (de) LXVe Armeekorps sur lexikon-der-wehrmacht.de